# Roberto Curi Hallal
Roberto Curi Hallal (Pelotas, 14 de outubro de 1943 – Rio de Janeiro, 17 de dezembro de 2022) foi um médico escritor brasileiro.

## Formação
- Médico pela Universidade Federal de Pelotas[3] (1969)
- Psicanalista - membro aderente pela Associacion Psicoanalítica Argentina[4]

## Vida pessoal
Era filho e neto de libaneses.

## Vida associativa
- Sociedade Brasileira de Psicanálise[3]
- Associação Brasileira de Psicanálise de Grupo[3]
- Associação Brasileira de Adolescência
- Sociedade Brasileira de Sexualidade Humana
- Sociedade Brasileira de Grupoterapia Psicanalítica
- Sociedade Mundial de Suicidologia
- Filium do Brasil - Fundador e presidente de honra[1]
- Academia Brasileira de Médicos Escritores - [nota 1]
- Academia Líbano-Brasileira[3]

## Livros publicados
- Sobre o amor e outros ensaios - Rio de Janeiro:Ed.7 Letras, 2005[1][6]
- Sobre o ódio - Rio de Janeiro:Ed. 7 Letras, 2007[1][7][6]
- A verdade sob suspeita - Rio de Janeiro: Ed. 7 Letras, 2007[6]
- Sobre abrigos e abismos - Rio de Janeiro: Ed. 7 Letras, 2008[4]
- Medicina de la Adolescencia. Salud Integral - Madri, España: Ed. Ergon, 2012[1]

## Ligação externa
- Roberto Curi Hallal